# Maxime Gonalons
Maxime Gonalons (Vénissieux, 10 de março de 1989) é um ex-futebolista francês que atuava como volante.

## Carreira
Iniciou sua carreira em 2009, pelo Lyon. Permaneceu no clube francês até 2017, quando transferiu-se para a Roma.
Em 2018 foi emprestado ao Sevilla, onde atuou por uma temporada. Em 2019 foi emprestado ao Granada, e após reencontrar o bom futebol, foi adquirido em definitivo em julho de 2020.